# Eleni Gebrehiwot
Eleni Gebrehiwot (* 3. August 1984 in Asmara, Äthiopien, heute Eritrea, auch Eleni Gebremedhin-Gebrehiwot) ist eine deutsche Langstreckenläuferin. Seit 2011 startet sie für den TV Wattenscheid. Ihre Disziplin ist Laufen, insbesondere die Distanzen 5000 und 10.000 Meter sowie der Halbmarathon und der Marathon.

## Leben
Gebrehiwot wuchs in Asmara auf und begann mit sieben Jahren mit dem Laufsport. Nach dem Ende des Eritreischen Bürgerkrieges 1991 zogen ihre Eltern mit ihr und ihrer älteren Schwester nach Addis Abeba. Seit 2011 lebt Gebrehiwot in Deutschland und startet für den Verein TV Wattenscheid 01 Leichtathletik. Im Februar 2014 erhielt sie ihre Einbürgerungsurkunde und ist seitdem deutsche Staatsbürgerin.
Am 8. September 2013 gewann sie den Münster-Marathon in Rekordzeit von 2:29:12 h, was gleichzeitig die Erfüllung der Norm für die Leichtathletik-Europameisterschaften 2014 in Zürich bedeutete. Wegen eines Problems mit der rechten Achillessehne konnte sie aber nicht teilnehmen.

## Sportliche Erfolge
2014
- 1. Platz Eurocross Diekirch (LUX)

2013
- 1. Platz Münster-Marathon
- 1. Platz Deutsche Meisterschaften Crosslauf
- 1. Platz Deutsche Meisterschaften Halbmarathon
- 1. Platz Deutsche Meisterschaften 10.000 m
- 1. Platz Eurocross Diekirch (LUX)
- 3. Platz internationaler Crosscup Brüssel (BEL)

2012
- 1. Platz Deutsche Meisterschaften Crosslauf
- 2. Platz Deutsche Meisterschaften 5000 m

## Persönliche Bestleistungen

### Freiluft
- 5000 m: 15:47,48 min, 16. Juni 2012, Wattenscheid
- 10.000 m: 32:26,92 min, 4. Mai 2013, Bremen
- 10-km-Straßenlauf: 32:12 min, 30. März 2013, Paderborn
- Halbmarathon: 1:12:24 h, 2. Oktober 2011, Köln
- Marathon: 2:29:12 h, 8. September 2013, Münster